# ZAL-Riu Vell (metropolitana di Barcellona)
ZAL-Riu Vell è una stazione della linea L10 Sud della metropolitana di Barcellona entrata in servizio il 7 novembre 2021. Costituisce anche il capolinea provvisorio della linea L10 Sud.

## Caratteristiche
La stazione fa parte del Lotto II della L10 Zona Franca-Zona Universitària ed è realizzata all'aperto su viadotto. La stazione è raggiungibile tramite ascensori e scale mobili ed è ubicata nel carrer A della Zona Franca all'altezza della via 5.
La stazione servirà anche la futura prigione modello di Barcellona ed è anche lo snodo di accesso ai depositi sopraelevati per i treni delle linee L10 e L9. Questa stazione non era prevista nel progetto iniziale, che prevedeva infatti la presenza dei soli depositi, ed è stata aggiunta in corso d'opera.

## Storia
Secondo le previsioni iniziali la stazione avrebbe dovuto entrare in servizio nel 2007 ma in seguito al ritardo nei lavori e a problemi di finanziamento la data ha continuato a slittare fino al 2021. Dopo un primo tentativo di apertura ad aprile, rimandato a causa di una serie di problemi tecnici, la stazione è stata inaugurata a novembre 2021.